# Hyun-jin Ryu
;*Major League Baseball
- KBO League

Ryu Hyun-Jin (류현진?) (Incheon, 25 marzo 1987) è un giocatore di baseball sudcoreano, lanciatore partente per i Toronto Blue Jays della Major League Baseball (MLB).

## Gli Inizi
Ryu nacque a Incheon, città che si trova vicina al confine nordcoreano, e si diplomò alla Dongsan High School della sua città natale. Nel 2004 si sottopose al Tommy John surgery.

## Carriera

### Korea Baseball Organization
La sua carriera nel professionismo iniziò nella KBO League nel luglio 2005, quando fu selezionato come prima scelta del secondo turno del draft, dai Hanwha Eagles. Debuttò il 12 aprile 2006 e fu convocato per il KBO All-Star game nel suo anno di debutto. Al termine della stagione Ryu vinse numerosi premi, e divenne inoltre il primo giocatore della storia della KBO a vincere il premio di rookie dell'anno e di MVP nella stessa stagione. Il 29 ottobre 2012 gli Eagles annunciarono che dal 1 novembre Ryu avrebbe avviato le trattative con squadre di MLB per il trasferimento in america.

### Major League Baseball
Il 9 dicembre 2012, Ryu firmò un contratto esennale del valore di 36 milioni di dollari con i Los Angeles Dodgers della Major League Baseball (MLB). Debuttò nella MLB il 2 aprile 2013, al Dodger Stadium di Los Angeles, contro i San Francisco Giants, concedendo dieci valide in 6.1 inning e un punto. Saltò l'intera stagione 2015 a causa di un problema alla spalla destra, che lo indusse a operarsi nel corso della stagione. Tornò in campo con i Dodgers il 7 luglio 2016, ma il 31 luglio fu inserito nella lista degli infortunati per problemi al gomito. Il 28 settembre, subì un intervento chirurgico di sbrigliamento al gomito sinistro. Ristabilitosi, Ryu tornò in campo il 30 aprile 2017. Divenne free agent a stagione 2019 ultimata.
Il 27 dicembre 2019, Ryu firmò un contratto quadriennale dal valore di 80 milioni di dollari con i Toronto Blue Jays.

## Nazionale
Ryu partecipò con la Nazionale Sudcoreana ai World Baseball Classic 2009 conquistando una medaglia d'argento, alle olimpiadi 2008 vincendo la medaglia d'oro, ai giochi asiatici del 2006 e 2010 e al campionato di baseball asiatico del 2007.

## Palmarès

### Korea Baseball Organization (KBO League)
- MVP della KBO League: 1

2006
- KBO Rookie of the year - 2006
- KBO All-Star: 7

2006-2012
- KBO Lanciatore dell'anno: 2

2006, 2010
- KBO Golden Glove award: 2

2006, 2010
- KBO Triple Crown - 2006
- Leader della KBO League in strikeout: 5

2006, 2007, 2009, 2010, 2012
- Leader della KBO League in vittorie: 1

2006

### MLB
- MLB All-Star: 1

2019

### Nazionale
- World Baseball Classic:  Medaglia d'Argento

Team Corea del Sud: 2009
- Giochi Olimpici:  Medaglia d'Oro

Team Corea del Sud: 2008
- Giochi asiatici:  Medaglia di Bronzo

Team Corea del Sud: 2006
- Giochi asiatici:  Medaglia d'Oro

Team Corea del Sud: 2010
- Campionato asiatico di baseball:  Medaglia d'Argento

Team Corea del Sud: 2007